# 狄奥菲拉克特·西莫卡塔
狄奥菲拉克特·西莫卡塔（希腊语：Θεοφύλακτος Σιμοκάτ(τ)ης，转写：Theophýlaktos Simokát(t)ēs）是一位生活在6-7世纪之交的拜占庭帝国官员、作家、历史写作者。他存世的主要作品是八卷本的史书，主要记载了莫里斯皇帝（582-602年在位）时代的史事。

## 个人生活
他的历史著作署名狄奥菲拉克特，10世纪的《苏达词典》称他的姓氏是西莫卡塔。据佛提乌的记载，狄奥菲拉克特出生于埃及，可能于580年左右出生在亚历山大并在那里接受教育，掌握了古典文学与圣经文学、哲学，后来可能前往君士坦丁堡学习法律，并曾在作品中自称σχολαστικός（律师）。他早年可能侍奉过迦克墩主教普罗布斯，而他的历史作品中提到的头衔则有ἀντιγραφεύς（财务官员，职责不明）与ἀπò ἐπάρχων（常授予低级政要与部分知识分子）。也有一些学者认为他曾担任君士坦丁堡城市长官及其他官职。从一份铭文记载来看，他可能641年仍在世。宗教上，他可能是坚定的迦克墩教义信徒。

## 历史著作与其他作品
他的八卷本历史作品为传统希腊古典史学体裁，上续6世纪史家卫兵米南德的著作，抄本中指明的题目为《普世史》（Οικουμενική Ιστορία），但佛提乌记载的标题是《历史》（Ιστορία）。整部历史得以完整保存下来，其主要记载的是莫里斯皇帝（582-602年在位）时代的史事，但也有一些内容涉及晚至628年的事件。他的作品主要聚焦于莫里斯时代拜占庭帝国与波斯及阿瓦尔人的战争，以古典史学的传统，包含有许多演说辞与战争描写，其语言风格夸张而复杂。但他并不是其中事件的目击者，自己也没有军事经验，也从未去过他所描述的战场。因此，他的军事和地理知识有时不足，而且在时间上存在错误，且忽略了西欧事务。不过他在作品中引用了一些信件与文件的内容，而且除政治军事外，也对君士坦丁堡的宫廷典仪有详细记载，而且他使用的史料也少有保存至今的。他的作品中包含许多有关奇迹的内容，与前辈相比，他受基督教影响更深。这部作品可能作于希拉克略皇帝在位期间（610-641年），可能反映了希拉克略纪念莫里斯皇帝、贬斥杀害莫里斯全家的“反贼”皇帝福卡斯（602-610年在位）的政治需要，因为希拉克略正是通过起兵推翻福卡斯上台的。部分学者认为该史书创作于7世纪30年代初，也有观点认为创作于40年代初。
另外，狄奥菲拉克特的历史著作中还提到了有关中国的情况，根据游牧民族的叫法，称中国为“桃花石”（ταυγάς），并记载其统治者为ταϊσαν，解释其意为“天之子”，这可能是“天子”或“太宗”的对音。他还记载桃花石国原由大河分为两国，一国穿黑衣，一国穿红衣，在莫里斯皇帝在位期间黑衣国战胜红衣国而统一，可能指的是隋灭陈战争。
现存的《历史》抄本主要有三种，最重要的是梵蒂冈希腊文977号手抄本（Codex Vaticanus Graecus 977），抄于12世纪，其他两种完整的抄本为巴黎补充希腊文292号手抄本（Parisinus Supplement Graecus 292）与雅典1200号手抄本（Athensiensis 1200），一般认为后两种抄本是转抄梵蒂冈抄本而成。存世的手抄本中，在历史正文之前还有一段哲学与历史的对话录，部分学者认为与其说这是作品的前言，不如说它是一部独立的作品。
除历史作品外，他的作品留存于世的还有一篇神学论文、一篇有关自然界奇异现象的论文以及85份历史人物与神话人物之间的虚构书信。这套书信曾被著名天文学家哥白尼翻译为拉丁文。

## 《历史》版本史与版本
1604年，雅各布·蓬塔努斯第一次将狄奥菲拉克特的《历史》出版，附有拉丁文翻译，1647年，其版本作为《巴黎大全》的一部分在巴黎出版，1834年，又作为《波恩大全》的一部分（第46卷）重印，1887年卡尔·德波尔（Carl De Boor）对这个版本做了修订，1972年彼得·维尔茨（Peter Wirth）再次修订，作为《托伊布纳文库》的一部分出版。

### 校勘本
- Wirth, Peter (编).  (Bibliotheca scriptorum Graecorum et Romanorum Teubneriana). Stuttgart: Teubner. 1972. ISSN 1864-399X （古典希腊语）.

### 现代语言翻译
- Whitby, Mary; Whitby, Micheal (编). . Oxford: Oxford University Press. 1986. ISBN 978-0198227991 （英语）.
- Schreiner, Peter (编). . Stuttgart: A.Hiersemann. 1985. ISBN 978-3-7772-8533-7 （德语）.
- Τσουκλίδου, Δέσποινα (编).  (κείμενα βυζαντινές χιστοριογραφίας) 9. Αθήνα: Κανάκη. 2005. ISBN 978-960-7420-88-6 （现代希腊语）.
- Mihăescu, Haralambie (编).  (Scriptores Byzantini) 9. Bucarest: Editura Academiei Republicii Socialiste România. 1985 （罗马尼亚语）.

### 引用
1. 1 2 3  Neville 2018，第47頁.
2. 1 2 3 4 5 6 7 8  ODLA，"Theophylact Simocatta" (Brian Croke)
3. 1 2 3 4 5  ODB，"Simokattes , Theophylaktos" (Barry Baldwin), 1900-1901页
4. 1 2 3 4  Neville 2018，第48頁.
5. ↑  Yule 1915，第29-31頁.
6. ↑  Neville 2018，第48-49頁.
7. ↑  Armitage 1963，第75-77頁.
8. ↑  Neville 2018，第49頁.

## 延伸阅读
- Efthymiadis, Stephanos. Macrides, Ruth , 编. . History as Literature in Byzantium. Ashgate: 169–186. 2010 （英语）.
- Frendo, Joseph. . Dumnarton Oaks Papers. 1988, 42: 143-156 （英语）.
- Whitby, Michael. . Oxford: Clarendon. 1988. ISBN 978-0198229452 （英语）.